# Þórir Jóhann Helgason
Þórir Jóhann Helgason (Hafnarfjörður, 28 settembre 2000) è un calciatore islandese, centrocampista del Lecce e della nazionale islandese.

## Caratteristiche tecniche
È un centrocampista di attitudini offensive che può essere impiegato anche con compiti difensivi. È dotato di buona visione di gioco oltre a essere abile negli inserimenti e nei contropiedi.

## Carriera

### Club
Cresciuto nel settore giovanile del Haukar, debutta in prima squadra il 12 maggio 2017 in occasione dell'incontro di 1. deild karla pareggiato 2-2 contro il Fram Reykjavík. Nel 2018 viene ceduto a titolo definitivo all'FH Hafnarfjörður.
Il 15 luglio 2021 passa a titolo definitivo al Lecce, con cui firma un quadriennale. Esordisce con i salentini il 15 agosto, nella vittoriosa trasferta di Coppa Italia (1-3) contro il Parma, e il 9 aprile 2022 segna il suo primo gol con il Lecce, risultando decisivo nella partita di Serie B vinta per 1-0 in casa contro la SPAL. Con i compagni vince il torneo cadetto, ottenendo così la promozione in Serie A. Esordisce in massima serie il 13 agosto 2022, entrando in campo nel secondo tempo della partita persa in casa (1-2) contro l'Inter.
Il 31 agosto 2023 viene ceduto in prestito all'Eintracht Braunschweig. Debutta con l'Eintracht l'indomani, segnando il gol del definitivo 1-1 nella gara casalinga di seconda divisione contro il St. Pauli.
A fine prestito fa ritorno in Puglia; inizialmente ai margini della rosa, con l'arrivo di Marco Giampaolo sulla panchina dei salentini si afferma come titolare.

### Nazionale
Ha giocato nelle nazionali giovanili islandesi Under-19 ed Under-21.
Esordisce con la nazionale maggiore islandese il 29 maggio 2021, negli Stati Uniti d'America, nella partita amichevole persa per 2-1 contro il Messico. Nel 2021 viene convocato nella nazionale islandese Under-21 per il campionato europeo di categoria. Segna il primo gol in nazionale il 2 giugno 2022, in Israele-Islanda (2-2), prima partita del girone della UEFA Nations League 2022-2023. Nel novembre 2022 si aggiudica la Coppa del Baltico, realizzando uno dei tiri di rigore nella finale contro la Lettonia.

## Statistiche

### Presenze e reti nei club
Statistiche aggiornate al 27 aprile 2025.
| Stagione                | Squadra                 | Campionato              | Campionato | Campionato | Coppe nazionali | Coppe nazionali | Coppe nazionali | Coppe continentali | Coppe continentali | Coppe continentali | Altre coppe | Altre coppe | Altre coppe | Totale | Totale | Totale |
| Stagione                | Squadra                 | Comp                    | Pres       | Reti       | Comp            | Pres            | Reti            | Comp               | Pres               | Reti               | Comp        | Pres        | Reti        | Pres   | Reti   |        |
| ----------------------- | ----------------------- | ----------------------- | ---------- | ---------- | --------------- | --------------- | --------------- | ------------------ | ------------------ | ------------------ | ----------- | ----------- | ----------- | ------ | ------ | ------ |
| 2017                    | Haukar                  | 1D                      | 9          | 0          | CI+CdL          | 0+2             | 0               |                    | -                  | -                  |             | -           | -           | 11     | 0      |        |
| 2018                    | Haukar                  | 1D                      | 0          | 0          | CI+CdL          | 0+1             | 0               |                    | -                  | -                  |             | -           | -           | 1      | 0      |        |
| Totale Haukar           | Totale Haukar           | Totale Haukar           | 9          | 0          |                 | 3               | 0               |                    | -                  | -                  |             | -           | -           | 12     | 0      |        |
| 2018                    | FH Hafnarfjörður        | UD                      | 1          | 1          | CI+CdL          | 2+3             | 0+1             |                    | -                  | -                  |             | -           | -           | 6      | 2      |        |
| 2019                    | FH Hafnarfjörður        | UD                      | 16         | 0          | CI+CdL          | 2+3             | 0+1             |                    | -                  | -                  |             | -           | -           | 21     | 1      |        |
| 2020                    | FH Hafnarfjörður        | UD                      | 18         | 2          | CI+CdL          | 3+4             | 2+1             | UEL                | 1                  | 0                  |             | -           | -           | 26     | 5      |        |
| Totale FH Hafnarfjörðar | Totale FH Hafnarfjörðar | Totale FH Hafnarfjörðar | 35         | 3          |                 | 17              | 5               |                    | 1                  | 0                  |             | -           | -           | 53     | 8      |        |
| 2021-2022               | Lecce                   | B                       | 25         | 1          | CI              | 3               | 0               | -                  | -                  | -                  | -           | -           | -           | 28     | 1      |        |
| 2022-2023               | Lecce                   | A                       | 12         | 0          | CI              | 1               | 0               | -                  | -                  | -                  | -           | -           | -           | 13     | 0      |        |
| lug.-ago. 2023          | Lecce                   | A                       | 0          | 0          | CI              | 0               | 0               | -                  | -                  | -                  | -           | -           | -           | 0      | 0      |        |
| 2023-2024               | Eintracht Braunschweig  | ZL                      | 27         | 3          | CG              | -               | -               | -                  | -                  | -                  | -           | -           | -           | 27     | 3      |        |
| 2024-2025               | Lecce                   | A                       | 17         | 0          | CI              | 0               | 0               | -                  | -                  | -                  | -           | -           | -           | 17     | 0      |        |
| Totale Lecce            | Totale Lecce            | Totale Lecce            | 54         | 1          |                 | 4               | 0               |                    | -                  | -                  |             | -           | -           | 58     | 1      |        |
| Totale carriera         | Totale carriera         | Totale carriera         | 125        | 7          |                 | 24              | 5               |                    | 1                  | 0                  |             | -           | -           | 160    | 12     |        |

### Cronologia presenze e reti in nazionale
| Cronologia completa delle presenze e delle reti in nazionale ― Islanda | Cronologia completa delle presenze e delle reti in nazionale ― Islanda | Cronologia completa delle presenze e delle reti in nazionale ― Islanda | Cronologia completa delle presenze e delle reti in nazionale ― Islanda | Cronologia completa delle presenze e delle reti in nazionale ― Islanda | Cronologia completa delle presenze e delle reti in nazionale ― Islanda | Cronologia completa delle presenze e delle reti in nazionale ― Islanda | Cronologia completa delle presenze e delle reti in nazionale ― Islanda |
| Data                                                                   | Città                                                                  | In casa                                                                | Risultato                                                              | Ospiti                                                                 | Competizione                                                           | Reti                                                                   | Note                                                                   |
| ---------------------------------------------------------------------- | ---------------------------------------------------------------------- | ---------------------------------------------------------------------- | ---------------------------------------------------------------------- | ---------------------------------------------------------------------- | ---------------------------------------------------------------------- | ---------------------------------------------------------------------- | ---------------------------------------------------------------------- |
| 29-5-2021                                                              | Arlington                                                              | Messico                                                                | 2 – 1                                                                  | Islanda                                                                | Amichevole                                                             | -                                                                      |                                                                        |
| 5-9-2021                                                               | Reykjavík                                                              | Islanda                                                                | 2 – 2                                                                  | Macedonia del Nord                                                     | Qual. Mondiali 2022                                                    | -                                                                      | 60’                                                                    |
| 8-9-2021                                                               | Reykjavík                                                              | Islanda                                                                | 0 – 4                                                                  | Germania                                                               | Qual. Mondiali 2022                                                    | -                                                                      |                                                                        |
| 8-10-2021                                                              | Reykjavík                                                              | Islanda                                                                | 1 – 1                                                                  | Armenia                                                                | Qual. Mondiali 2022                                                    | -                                                                      | 90+2’                                                                  |
| 11-10-2021                                                             | Reykjavík                                                              | Islanda                                                                | 4 – 0                                                                  | Liechtenstein                                                          | Qual. Mondiali 2022                                                    | -                                                                      | 65’                                                                    |
| 11-11-2021                                                             | Bucarest                                                               | Romania                                                                | 0 – 0                                                                  | Islanda                                                                | Qual. Mondiali 2022                                                    | -                                                                      | 74’                                                                    |
| 14-11-2021                                                             | Skopje                                                                 | Macedonia del Nord                                                     | 3 – 1                                                                  | Islanda                                                                | Qual. Mondiali 2022                                                    | -                                                                      | 72’                                                                    |
| 26-3-2022                                                              | Murcia                                                                 | Finlandia                                                              | 1 – 1                                                                  | Islanda                                                                | Amichevole                                                             | -                                                                      |                                                                        |
| 29-3-2022                                                              | La Coruña                                                              | Spagna                                                                 | 5 – 0                                                                  | Islanda                                                                | Amichevole                                                             | -                                                                      |                                                                        |
| 2-6-2022                                                               | Haifa                                                                  | Israele                                                                | 2 – 2                                                                  | Islanda                                                                | UEFA Nations League 2022-2023 - 1º turno                               | 1                                                                      | 17’                                                                    |
| 6-6-2022                                                               | Reykjavík                                                              | Islanda                                                                | 1 – 1                                                                  | Albania                                                                | UEFA Nations League 2022-2023 - 1º turno                               | -                                                                      | 62’                                                                    |
| 13-6-2022                                                              | Reykjavík                                                              | Islanda                                                                | 2 – 2                                                                  | Israele                                                                | UEFA Nations League 2022-2023 - 1º turno                               | 1                                                                      | 90’                                                                    |
| 22-9-2022                                                              | Maria Enzersdorf                                                       | Venezuela                                                              | 0 – 1                                                                  | Islanda                                                                | Amichevole                                                             | -                                                                      | 58’                                                                    |
| 27-9-2022                                                              | Tirana                                                                 | Albania                                                                | 1 – 1                                                                  | Islanda                                                                | UEFA Nations League 2022-2023 - 1º turno                               | -                                                                      |                                                                        |
| 16-11-2022                                                             | Kaunas                                                                 | Lituania                                                               | 0 – 0 (5 - 6 dtr)                                                      | Islanda                                                                | Coppa del Baltico 2022                                                 | -                                                                      | 62’                                                                    |
| 19-11-2022                                                             | Riga                                                                   | Lettonia                                                               | 1 – 1 (7 - 8 dtr)                                                      | Islanda                                                                | Coppa del Baltico 2022                                                 | -                                                                      | 76’                                                                    |
| 20-3-2025                                                              | Pristina                                                               | Kosovo                                                                 | 2 – 1                                                                  | Islanda                                                                | UEFA Nations League 2024-2025 - Play-off                               | -                                                                      | 89’                                                                    |
| 23-3-2025                                                              | Murcia                                                                 | Islanda                                                                | 1 – 3                                                                  | Kosovo                                                                 | UEFA Nations League 2024-2025 - Play-off                               | -                                                                      |                                                                        |
| 10-6-2025                                                              | Belfast                                                                | Irlanda del Nord                                                       | 1 – 0                                                                  | Islanda                                                                | Amichevole                                                             | -                                                                      | 62’                                                                    |
| Totale                                                                 |                                                                        | Presenze                                                               | 19                                                                     |                                                                        | Reti                                                                   | 2                                                                      |                                                                        |

## Palmarès

### Club

#### Competizioni nazionali
- Campionato italiano di Serie B: 1

Lecce : 2021-2022

### Nazionale
- Coppa del Baltico: 1

2022